# Hippeastrum

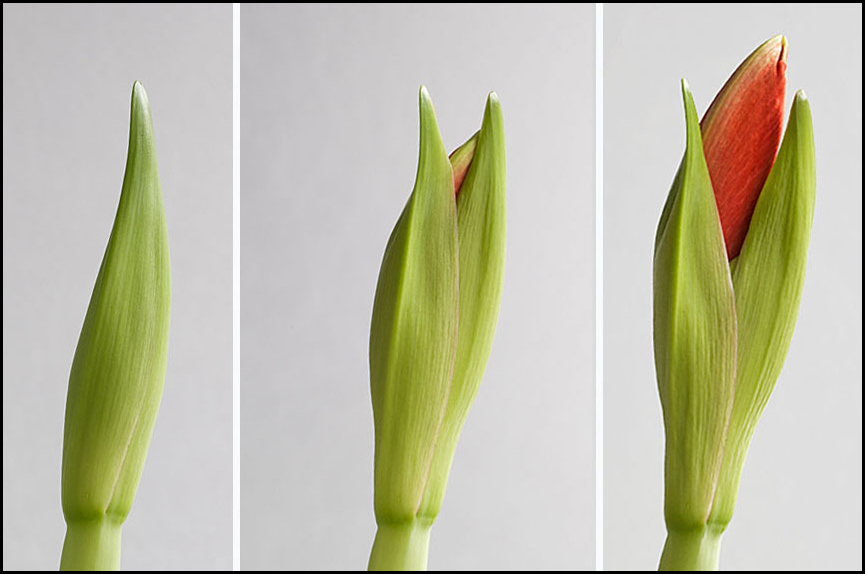
Hippeastrum in knop

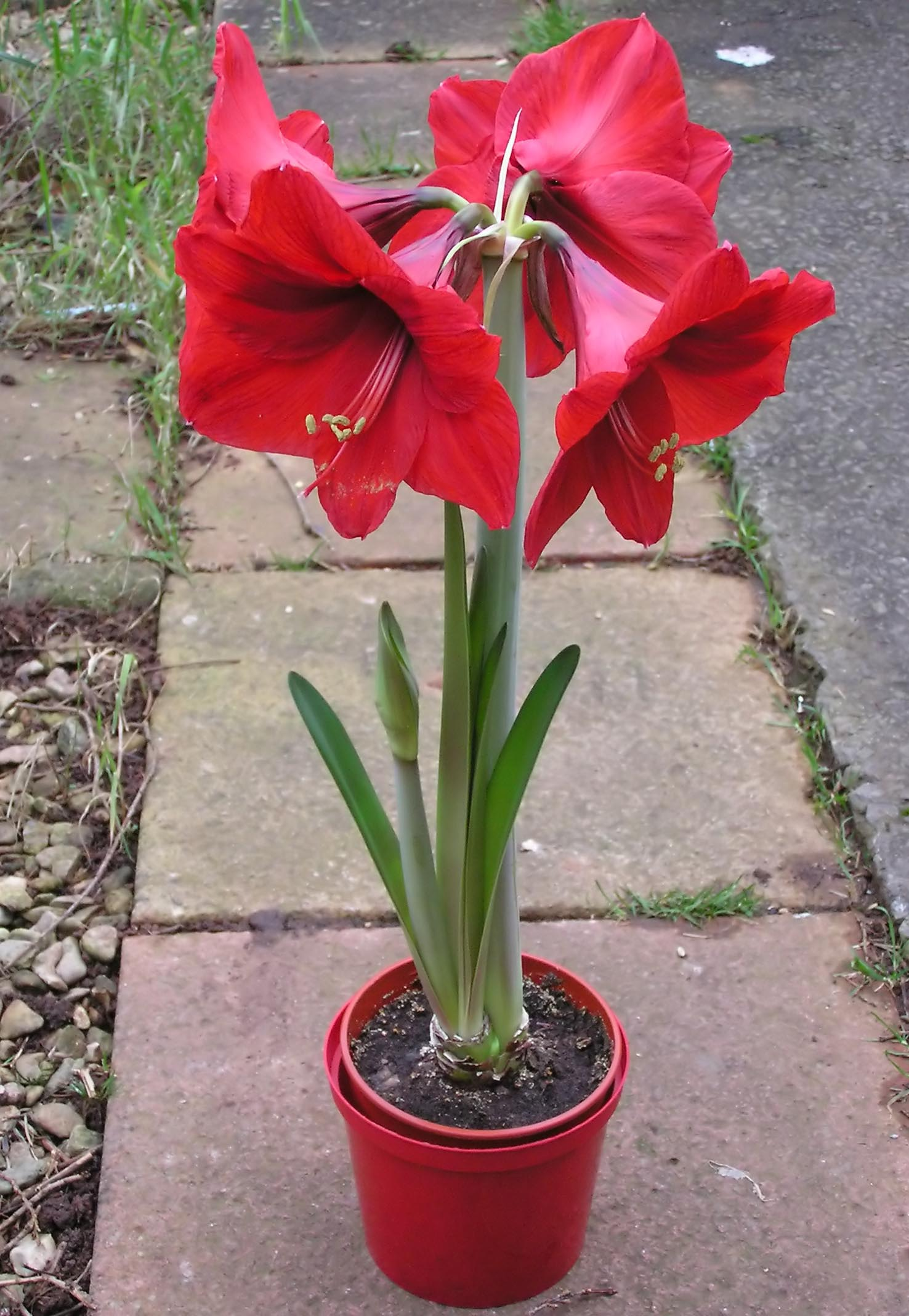
Hippeastrum buiten in pot (Bristol, Engeland)

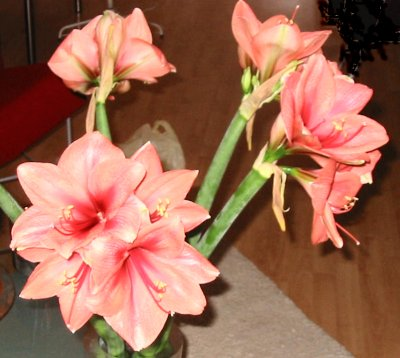
Hippeastrum in vaas

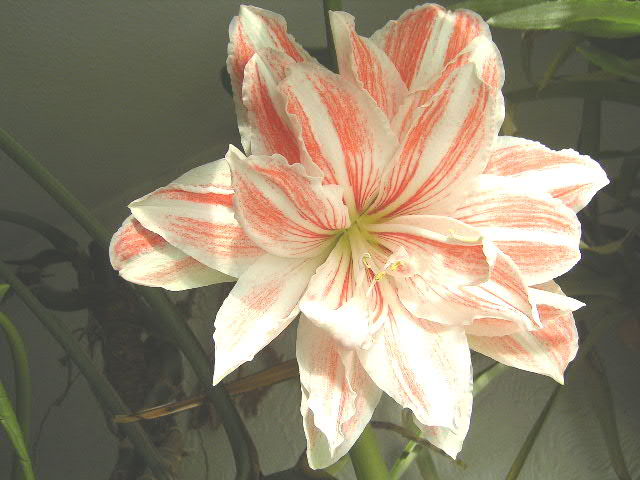
Hippeastrum met dubbele bloemen

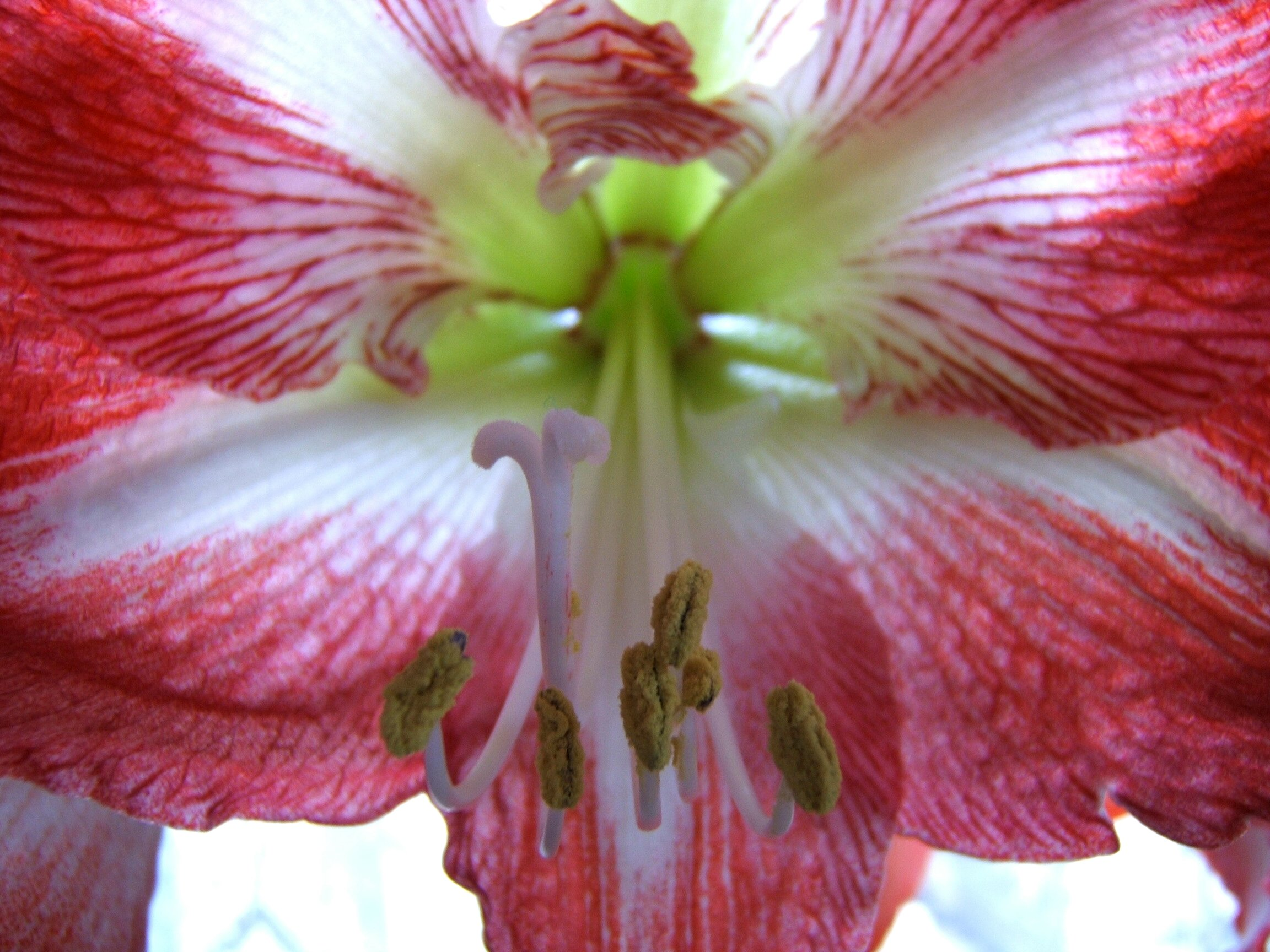
detailopname

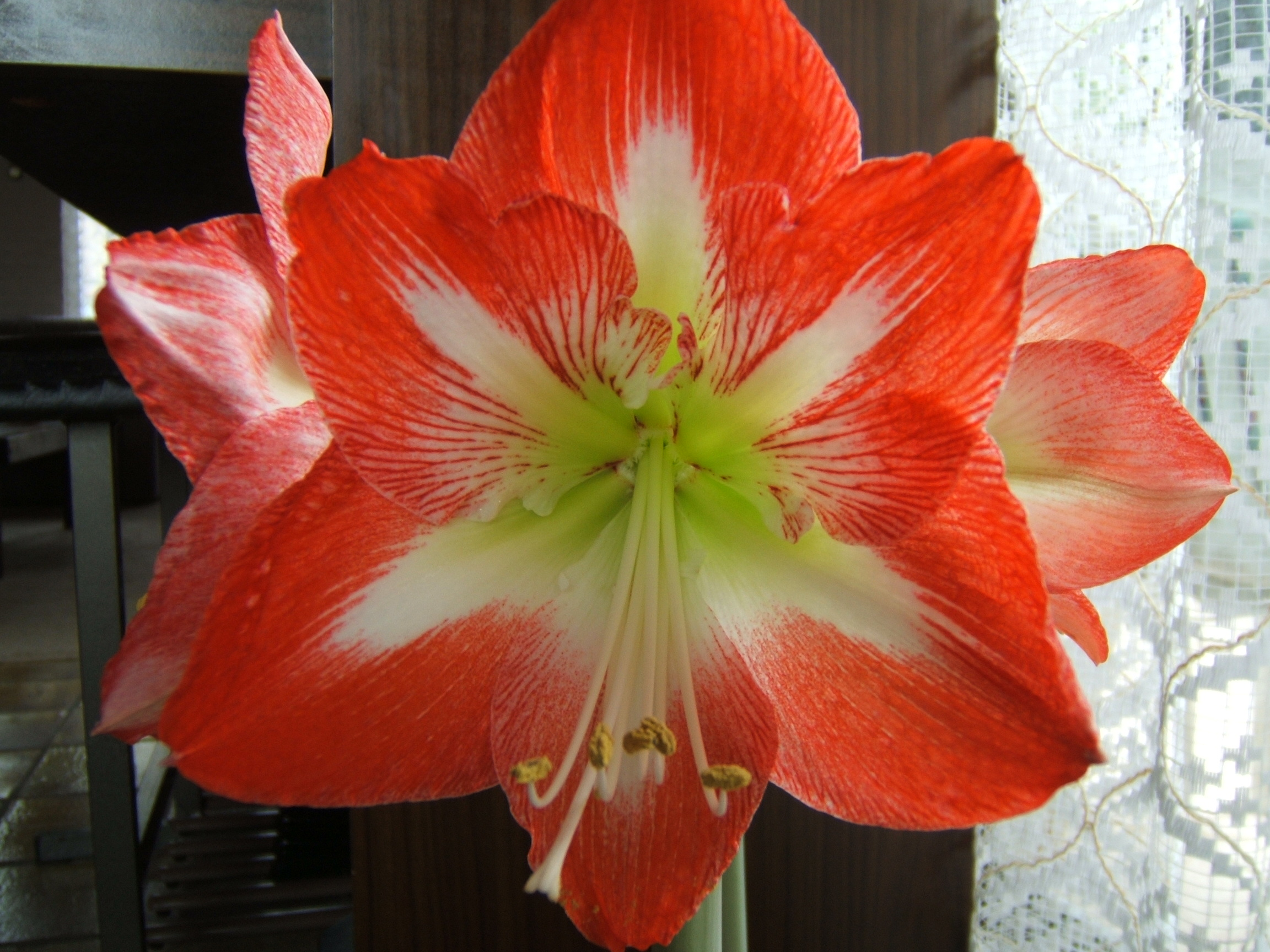
grote enkelvoudige bloemen

Hippeastrum is een geslacht van bolgewassen uit de narcisfamilie (Amaryllidaceae). Het geslacht omvat ongeveer 70 tot 75 soorten en meer dan 600 hybriden en cultivars. De soorten komen van nature voor in de (sub)tropische gebieden van Mexico en de Caraïben tot in het noorden in Argentinië. Sommige soorten en hybriden worden gekweekt vanwege hun grote, opvallende bloemen. Deze planten staan in de volksmond bekend als Amaryllis, maar dat is de naam van een ander geslacht uit dezelfde plantenfamilie uit Afrika.
De bollen hebben een diameter van 3–11 cm. Ze leggen drie tot zeven bladeren aan van 10–60 cm lang en 1–5 cm breed. De holle bloemstengel staat rechtop en is 5–60 cm lang en 1–5 cm breed. Afhankelijk van de soort draagt hij twee tot vijftien grote bloemen aan de top, die 10-20 cm breed zijn met zes helder gekleurde bloembladeren (drie buitenste kelkbladeren en drie binnenste kroonbladeren met hetzelfde uiterlijk).
Hippeastrum-soorten dienen als waardplanten voor de rupsen van sommige vlindersoorten, zoals Hypercompe indecisa.

## Geschiedenis
De botanische naam Hippeastrum is verlatijnst Grieks voor "ridder-ster" en is gekozen door William Herbert in 1821. Hij gaf daarbij geen verklaring voor de naam, anders dan dat de naam in het Engels "Knight's-star-lily" was.
De eerste commerciële telers waren Nederlandse kwekers die verschillende soorten invoerden vanuit Mexico en Zuid-Amerika. Ze begonnen verschillende cultivars en hybriden te ontwikkelen vanaf het begin van de achttiende eeuw. De eersten hiervan bereikten Noord-Amerika aan het begin van de negentiende eeuw. In 1946 verhuisden twee Nederlandse kwekers naar Zuid-Afrika om daar Hippeastrum te gaan kweken. Hoewel de meeste gekweekte vormen uit Nederland en Zuid-Afrika komen, worden nu ook cultivars ontwikkeld in de Verenigde Staten, Japan, Israël, India, Brazilië en Australië. Vooral de dubbele bloemen uit Japan zijn erg aantrekkelijk.
Over het algemeen produceren Nederlandse bollen eerst bloemen, en na de bloei ontwikkelen de bladeren zich pas. Bollen van kwekers uit Zuid-Afrika ontwikkelen tegelijk bloemstengels en bladeren.

## Kleuren en types
De verkrijgbare kleuren zijn rood, rosékleurig, donkerroze, wit, oranje, geel en bleekgroen met variaties hierop met verschillend gekleurde strepen en randen op de bloembladeren. Sommige bloemen hebben uniforme kleuren of patronen op alle zes de bloembladeren terwijl anderen meer uitgesproken kleuren hebben op de bovenste bloembladeren in vergelijking met de onderste bloembladeren.
Er zijn vijf basistypen van de Hippeastrum: 1) enkelvoudige bloem, 2) tweevoudige bloem, 3) miniatuur, 4) cybister en 5) trompet. Cybisters hebben dunne bloembladeren en worden vaak beschreven als spinachtig. Trompetten hebben pronkende buisvormige bloemen. De meeste mensen zijn bekend met enkelvoudige, tweevoudige en miniatuurvormen. Dit zijn de typen die meestal worden verkocht door bloemenwinkels en andere winkels gedurende de kerstperiode en tijdens Valentijnsdag en Pasen. 

## Hippeastrumbuiten kweken
Zo'n 85-90% van alle Hippeastrum-exemplaren worden voor binnengebruik gekweekt, maar er zijn ook soorten voor buiten in warmere klimaten. Ze kunnen buiten worden gekweekt in hardheidszone 8 en worden geplant op een plek waar ze elke dag zon krijgen. Te veel zon kan echter bladverbranding veroorzaken. De meeste Hippeastrum-exemplaren aarden snel en produceren in de loop van de jaren vele bloemen. Sommige zijn groenblijvend en zullen hun bladeren tijdens de winter niet verliezen, terwijl andere bladverliezend zijn en tot in de lente zullen afsterven.

## Hippeastruminhydrocultuur
Er zijn speciale vazen ontwikkeld waarin Hippeastrum kan worden gehouden, gelijk aan die van hyacinten. Anders kan de bol in een pot of in een vaas worden geplaatst, die iets groter is dan de bol. Dompel de wortels eerst onder in handwarm water om ze flexibeler te maken. Vul daarna de fles half met perliet. Spreid de wortels voorzichtig uit terwijl er meer perlietkorrels worden toegevoegd totdat de wortels en de onderste twee derde van de bol volledig zijn afgedekt. Voeg water toe tot de basis van de bol (niet verder) en houd het waterniveau vervolgens constant op dat niveau. Vervang elke week al het water door vers, nieuw water. Het toevoegen van 15 cc (een eetlepel) actieve koolstof (Norit) kan de groei van algen voorkomen.

## Soorten
- Hippeastrum aglaiae (A.Cast.) Hunz. & A.A.Cocucci
- Hippeastrum amaru (Vargas) Meerow
- Hippeastrum andreanum Baker
- Hippeastrum angustifolium Pax
- Hippeastrum apertispathum (Traub) H.E.Moore
- Hippeastrum arboricola (Ravenna) Meerow
- Hippeastrum argentinum (Pax) Hunz.
- Hippeastrum aulicum (Ker Gawl.) Herb.
- Hippeastrum aviflorum (Ravenna) Dutilh
- Hippeastrum blossfeldiae (Traub & J.L.Doran) Van Scheepen
- Hippeastrum brasilianum (Traub & J.L.Doran) Dutilh
- Hippeastrum breviflorum Herb.
- Hippeastrum bukasovii (Vargas) Gereau & Brako
- Hippeastrum caiaponicum (Ravenna) Dutilh
- Hippeastrum calyptratum (Ker Gawl.) Herb.
- Hippeastrum canastrense Dutilh & R.S.Oliveira
- Hippeastrum canterai Arechav.
- Hippeastrum cardenasii R.Vásquez & R.Lara
- Hippeastrum caupolicanense (Cárdenas) Van Scheepen
- Hippeastrum cipoanum (Ravenna) Meerow
- Hippeastrum condemaitae (Vargas & E.Pérez) Meerow
- Hippeastrum correiense (Bury) Worsley
- Hippeastrum curitibanum (Ravenna) Dutilh
- Hippeastrum cuzcoense (Vargas) Gereau & Brako
- Hippeastrum cybister (Herb.) Benth. ex Baker
- Hippeastrum damazianum Beauverd
- Hippeastrum diniz-cruziae Dutilh & Semir
- Hippeastrum divifrancisci (Cárdenas) R.Lara & R.Vásquez
- Hippeastrum divijulianum (Cárdenas) Meerow
- Hippeastrum doraniae (Traub) Meerow
- Hippeastrum dutilhianum (Büneker, R.E.Bastian & C.M.Costa) Christenh. & Byng
- Hippeastrum elegans (Spreng.) H.E.Moore
- Hippeastrum espiritense (Traub) H.E.Moore
- Hippeastrum evansiae (Traub & I.S.Nelson) H.E.Moore
- Hippeastrum ferreyrae (Traub) Gereau & Brako
- Hippeastrum forgetii Worsley
- Hippeastrum fragrantissimum (Cárdenas) Meerow
- Hippeastrum fuscum Kraenzl.
- Hippeastrum gertianum (Ravenna) Dutilh
- Hippeastrum glaucescens (Mart. ex Schult. & Schult.f.) Herb.
- Hippeastrum goianum (Ravenna) Meerow
- Hippeastrum guarapuavicum (Ravenna) Van Scheepen
- Hippeastrum harrisonii (Lindl.) Hook.f.
- Hippeastrum haywardii (Traub & Uphof) R.Lara & R.Vásquez
- Hippeastrum hemographes (Ravenna) Dutilh
- Hippeastrum hugoi (Vargas) Gereau & Brako
- Hippeastrum idimae Dutilh & R.S.Oliveira
- Hippeastrum iguazuanum (Ravenna) T.R.Dudley & M.Williams
- Hippeastrum incachacanum (Cárdenas) Van Scheepen
- Hippeastrum intiflorum (Vargas) Gereau & Brako
- Hippeastrum kromeri (Worsley) Meerow
- Hippeastrum lapacense (Cárdenas) Van Scheepen
- Hippeastrum lavrense (Ravenna) R.S.Oliveira & Dutilh
- Hippeastrum leonardii (Vargas) Gereau & Brako
- Hippeastrum leopoldii T.Moore
- Hippeastrum leucobasis (Ravenna) Dutilh
- Hippeastrum lunaris Campos-Rocha & Meerow
- Hippeastrum macbridei (Vargas) Gereau & Brako
- Hippeastrum machupijchense (Vargas) D.R.Hunt
- Hippeastrum mandonii Baker
- Hippeastrum maracasum (Traub) H.E.Moore
- Hippeastrum marumbiense (Ravenna) Van Scheepen
- Hippeastrum mauroi Campos-Rocha & Dutilh
- Hippeastrum menesesii R.Vásquez & R.Lara
- Hippeastrum minasgerais (Traub) Meerow
- Hippeastrum miniatum (Ruiz & Pav.) Herb.
- Hippeastrum mirum (Ravenna) Christenh. & Byng
- Hippeastrum mollevillquense (Cárdenas) Van Scheepen
- Hippeastrum monanthum (Ravenna) Meerow
- Hippeastrum morelianum Lem.
- Hippeastrum nelsonii (Cárdenas) Van Scheepen
- Hippeastrum oconequense (Traub) H.E.Moore
- Hippeastrum papilio (Ravenna) Van Scheepen
- Hippeastrum paquichanum (Cárdenas) Dutilh
- Hippeastrum paradisiacum (Ravenna) Meerow
- Hippeastrum paranaense (Traub) Meerow
- Hippeastrum pardinum (Hook.f.) Dombrain
- Hippeastrum parodii Hunz. & A.A.Cocucci
- Hippeastrum peruvianum Meerow & Campos-Rocha
- Hippeastrum petiolatum Pax
- Hippeastrum pseudopardinum (Cárdenas) R.Vásquez & R.Lara
- Hippeastrum psittacinum (Ker Gawl.) Herb.
- Hippeastrum puniceum (Lam.) Voss
- Hippeastrum pyrophilum R.E.Bastian
- Hippeastrum ramboi R.E.Bastian & Büneker
- Hippeastrum reginae (L.) Herb.
- Hippeastrum reticulatum (L'Hér.) Herb.
- Hippeastrum roseoalbum R.S.Oliveira & Dutilh
- Hippeastrum rubropictum (Ravenna) Meerow
- Hippeastrum sanfranciscanum Dutilh & R.S.Oliveira
- Hippeastrum santacatarina (Traub) Dutilh
- Hippeastrum scopulorum Baker
- Hippeastrum stapfianum (Kraenzl.) R.S.Oliveira & Dutilh
- Hippeastrum starkiorum (I.S.Nelson & Traub) Van Scheepen
- Hippeastrum stigmovittatum (Büneker, R.E.Bastian & C.M.Costa) Christenh. & Byng
- Hippeastrum striatum (Lam.) H.E.Moore
- Hippeastrum stylosum Herb.
- Hippeastrum teyucuarense (Ravenna) Van Scheepen
- Hippeastrum traubii (Moldenke) H.E.Moore
- Hippeastrum umabisanum (Cárdenas) Meerow
- Hippeastrum vanleestenii (Traub) H.E.Moore
- Hippeastrum variegatum Gereau & Brako
- Hippeastrum verdianum Büneker & R.E.Bastian
- Hippeastrum viridiflorum Rusby
- Hippeastrum vittatum (L'Hér.) Herb.
- Hippeastrum wilsoniae L.J.Doran & F.W.Mey.
- Hippeastrum yungacense (Cárdenas & I.S.Nelson) Meerow